# Saint-Paul-de-Varces
Saint-Paul-de-Varces este o comună în departamentul Isère din sud-estul Franței. În 2009 avea o populație de 2.095 de locuitori.

## Evoluția populației
| An        | 1975 | 1982 | 1990  | 1999  | 2006  | 2009  |
| --------- | ---- | ---- | ----- | ----- | ----- | ----- |
| Populație | 581  | 941  | 1.530 | 1.845 | 1.990 | 2.095 |